# 死亡印記
《死亡印記》（Just One Look）是美國作家哈蘭·科本所著的犯罪小說，於2004年出版。

## 故事簡介
格蕾絲發現刪從沖曬店取回來的照片中多了一張不屬於自己的照片，但相中人卻是年青少期的丈夫傑克。傑克看到該張相片後離奇失蹤，格蕾絲於是追查相片的事情，後來調查到其他相中人不是死了，就是離開了美國。此時，一位前檢察官史考特指相中的少女是其妹妹，其妹妹於15年後的今日被指出是謀殺，史考特因此加入調查。最終結果是真正的傑克早已經死了，所有事情都是真正傑克的姐姐為了掩飾傑克醉酒鬧事，導致一場演唱會做成人踩人慘劇而設的騙局。